# Дачная поездка сержанта Цыбули
«Дачная поездка сержанта Цыбули» — комедийный художественный фильм 1979 года, снятый по мотивам повести Павла Автомонова «Автограф сержанта Цыбули».

## Сюжет
Наводившего ужас на фашистов разведчика-диверсанта сержанта Цыбулю (Сергей Иванов) его начальник отправил, как он сказал, в «дачную поездку»: он должен был провести инструктаж в выполнявшем задания фронтовой разведки партизанском отряде и вместе с ними взорвать мост. Однако ночной затяжной прыжок Цыбули завершился большой неожиданностью. Служившие ориентиром для спускавшегося на парашюте Цыбули легко различимые с воздуха «три костра в линию» на деле оказались вовсе не партизанскими, а кострами на которых два великовозрастных немецких солдата вместе с местным украинским полицаем Гергало обжигали заколотых свиней, реквизированных у населения.
Сержант Цыбуля, как обычно, не растерялся. С помощью новообретённых друзей и работавшей у коменданта гарнизона переводчицей советской разведчицы он взял в плен немецкого коменданта, вывез тяжело раненого советского летчика, захватил и уничтожил вражеский бронепоезд и подорвал стратегически важный железнодорожный мост, для участия во взрыве которого он и был заброшен в немецкий тыл.

## В ролях
- Сергей Иванов — сержант Цыбуля
- Михаил Кокшенов — полицай Савка Гергало
- Владимир Олексеенко — дед Карпо
- Надежда Смирнова — Алёнка
- Михаил Львов — комендант Шлюге
- Степан Олексенко — немецкий офицер
- Сергей Свечников — раненый советский лётчик
- Борис Сабуров — дьяк
- Виктор Андриенко — эсэсовец, водитель угнанного Цыбулей БТРа
- Анатолий Скорякин — эпизодическая роль
- Василий Фущич — немецкий офицер
- Нина Реус — переводчица коменданта, советская разведчица
- Маргарита Криницына — тётка Ефросинья
- Лев Перфилов — немец
- Геннадий Болотов — ординарец полковника

## Музыка
- В эпизоде, где Цыбуля напаивает немецких солдат звучит современная на момент съемок фильма песня-йодль «Alpi Lauluke» эстонского певца Тармо Пихлапа и ансамбля Palderjian.

## Съёмочная группа
- Автор сценария: Павел Автомонов, В. Шунько
- Режиссёр: Н. Литус, В. Шунько
- Оператор: Виктор Политов
- Художник: Э. Шейкин
- Композитор: Иван Карабиц

## Технические данные
- 35 мм, широкоэкранный анаморфированный, цветной, соотношение сторон 2,35:1
- оптическая печать 16 мм черно-белый и цветной (ограниченный тираж) 1,37:1
- Звук: массовая печать — монооптическая фонограмма, + экспериментальный тираж (несколько копий) — стереооптическая фонограмма
- Первый фильм студии Довженко с экспериментальной стереофонической фотофонограммой, советским аналогом Dolby